# Sergio Gómez
Sergio Gómez Martín (Badalona, 2000. szeptember 4. –) olimpiai bajnok spanyol korosztályos válogatott labdarúgó, a Real Sociedad játékosa.

## Pályafutása

### Játékosként
A Trajana, a Badalona, az Espanyol és a Barcelona korosztályos csapataiban nevelkedett. 2018. január 6-án mutatkozott be a Barcelona B csapatában a Real Zaragoza B csapata elleni bajnoki mérkőzésen, a 86. percben Abel Ruiz cseréjeként. Egy héttel később második, egyben utolsó bajnokiján lépett pályára a klub színeiben a Real Valladolid ellen. Január 30-án a Borussia Dortmund bejelentette, hogy a klubnál folytatja pályafutását Gómez, aki a 34-es mezt kapta. Elsősorban az akadémián bizonyíthatott. Április 8-án mutatkozott be az élvonalban a VfB Stuttgart ellen 3–0-ra megnyert mérkőzésen, a 87. percben Marco Reus cseréjeként.
Augusztus 26-án a második csapatban is bemutatkozott, az SC Wiedenbrück 09 elleni negyedosztályú bajnoki mérkőzésen. December 11-én az UEFA-bajnokok ligájában a francia AS Monaco ellen a 92. percben Raphaël Guerreiro cseréjeként mutatkozott be a klubszinten a nemzetközi labdarúgásban.
2019. augusztus 12-én kölcsönbe került egy szezonra a spanyol Huesca csapatához. 2020. szeptember 1-jén ismét a klubnál töltött egy szezont.
2021. június 30-án a belga Anderlecht csapatához igazolt 2025. június 30-ig. Első szezonjában a klub játékosának választották meg.
2022. augusztus 16-án 2026-ig szóló szerződést kötött a Manchester City csapatával. Augusztus 27-én Erling Haaland cseréjeként mutatkozott be a Crystal Palace elleni bajnoki mérkőzésen.
2024. július 12-én a Real Sociedad 2030. június 30-ig szóló szerződést kötött vele.

### A válogatottban
Részt vett a Horvátországban megrendezett 2017-es U17-es labdarúgó-Európa-bajnokságon, két gólt szerzett az aranyérmes válogatottban. A 2017-es U17-es labdarúgó-világbajnokságon a döntőben két gólt szerzett a 3–2-re elvesztett mérkőzésen Anglia ellen.
2024-ben a párizsi olimpián a spanyol válogatott tagjaként olimpiai bajnoki címet szerzett.

## Sikerei, díjai

### Klub
- Barcelona B
  - UEFA Ifjúsági Liga: 2017–18[18]

- Huesca
  - Segunda División: 2019–20[12]

- Manchester City
  - Angol bajnok: 2022–23, 2023–24
  - Angol kupa: 2022–23
  - UEFA-bajnokok ligája: 2022–23
  - UEFA-szuperkupa: 2023
  - FIFA-klubvilágbajnokság: 2023

### Válogatott
- Spanyolország U17
  - U17-es Európa-bajnok: 2017
  - U17-es világbajnokság döntős: 2017

- Spanyolország U19
  - U19-es Európa-bajnok: 2019

### Egyéni
- Az U17-es világbajnokság ezüstlabdása: 2017[19]
- Az Anderlecht szezon játékosa: 2021–2022[12]
- U21-es labdarúgó-Európa-bajnokság – Gólkirálya: 2023[20]
- U21-es labdarúgó-Európa-bajnokság – A torna csapatának tagja: 2023[21]